# Serie A1 2000-2001 (pallavolo femminile)
La Serie A1 italiana di pallavolo femminile 2000-2001 si è svolta dal 21 ottobre 2000 al 16 maggio 2001: al torneo hanno partecipato dodici squadre di club italiane e la vittoria finale è andata per la prima volta alla Virtus Reggio Calabria; tuttavia per irregolarità nella rosa della squadra calabrese il titolo viene revocato e non assegnato.

## Regolamento

### Formula
Le squadre hanno disputato un girone all'italiana, con gare di andata e ritorno, per un totale di ventidue giornate; al termine della regular season:
- Le prime quattro classificate hanno acceduto ai play-off scudetto, strutturati in semifinali e finale, entrambe giocate al meglio di tre vittorie su cinque gare.
- Le classificate dal quinto all'ottavo posto hanno acceduto ai play-off Coppa CEV, strutturati in semifinali e finale, entrambe giocate con gare di andata e ritorno: la vincitrice si è qualificata per la Coppa CEV.
- Le classificate dal nono all'undicesimo posto hanno acceduto ai play-out, strutturati in un girone all'italiana, con le squadre che si sono sfidate per tre volte: l'ultima classificata è retrocessa in Serie A2.
- L'ultima classificata è retrocessa in Serie A2.

### Criteri di classifica
Se il risultato finale è stato di 3-0 o 3-1 sono stati assegnati 3 punti alla squadra vincente e 0 a quella sconfitta, se il risultato finale è stato di 3-2 sono stati assegnati 2 punti alla squadra vincente e 1 a quella sconfitta.
L'ordine del posizionamento in classifica è stato definito in base a:
- Punti;
- Numero di partite vinte;
- Ratio dei set vinti/persi;
- Ratio dei punti realizzati/subiti.

## Squadre partecipanti
Al campionato di Serie A1 2000-01 hanno partecipato dodici squadre: quelle neopromosse dalla Serie A2 sono state il Volley 2000 Spezzano e il Team Volley Imola, vincitrici dei play-off promozione; una squadra che ha avuto il diritto di partecipazione, ossia la Pallavolo Femminile Matera, ha rinunciato all'iscrizione: questa ha ceduto il titolo sportivo alla Pallavolo Reggio Emilia.
| Club                   | Città              | Palazzetto                         | Stagione precedente                                |
| ---------------------- | ------------------ | ---------------------------------- | -------------------------------------------------- |
| Bergamo                | Bergamo            | PalaNorda Bergamo                  | 3ª in Serie A1; Quarti di finale play-off scudetto |
| Romanelli              | Firenze            | Palazzetto dello Sport Firenze     | 10ª in Serie A1                                    |
| Imola                  | Imola              | PalaRuggi Imola                    | 2ª in Serie A2; Vincitrice play-off promozione     |
| Modena                 | Modena             | PalaPanini Modena                  | 2ª in Serie A1; Campione d'Italia                  |
| Centro Ester           | Napoli             | PalaDennerlein Napoli              | 5ª in Serie A1; Quarti di finale play-off scudetto |
| Palermo                | Palermo            | PalaUditore Palermo                | 8ª in Serie A1; Quarti di finale play-off scudetto |
| Sirio Perugia          | Perugia            | PalaEvangelisti Perugia            | 4ª in Serie A1; Semifinali play-off scudetto       |
| Olimpia Ravenna        | Ravenna            | PalaDeAndrè Ravenna                | 9ª in Serie A1                                     |
| Virtus Reggio Calabria | Reggio Calabria    | PalaPentimele Reggio Calabria      | 1ª in Serie A1; Finale play-off scudetto           |
| Reggio Emilia          | Reggio nell'Emilia | PalaBigi Reggio nell'Emilia        | 12ª in Serie A1                                    |
| Spezzano               | Spezzano           | PalaBursi Rubiera                  | 1ª in Serie A2; Vincitrice play-off promozione     |
| Vicenza                | Vicenza            | Palasport Città di Vicenza Vicenza | 6ª in Serie A1; Semifinali play-off scudetto       |

## Torneo

### Regular season

#### Risultati
| Prima giornata |                               |     |                                   |
|                |                               |     |                                   |
| 21-10          | Reggio Emilia-Reggio Calabria | 0-3 | 16-25, 16-25, 18-25               |
| 21-10          | Modena-Vicenza                | 2-3 | 25-19, 25-21, 20-25, 22-25, 10-15 |
| 22-10          | Ravenna-Bergamo               | 2-3 | 17-25, 23-25, 26-24, 25-23, 12-15 |
| 22-10          | Spezzano-Perugia              | 1-3 | 16-25, 14-25, 25-17, 22-25        |
| 21-10          | Firenze-Napoli                | 3-0 | 25-20, 25-22, 25-13               |
| 22-10          | Imola-Palermo                 | 3-1 | 25-21, 22-25, 25-22, 27-25        |

| Seconda giornata |                         |     |                                   |
|                  |                         |     |                                   |
| 29-10            | Napoli-Reggio Emilia    | 3-0 | 25-13, 25-15, 25-12               |
| 29-10            | Reggio Calabria-Firenze | 3-1 | 22-25, 25-20, 25-14, 25-19        |
| 28-10            | Perugia-Imola           | 3-1 | 25-21, 25-21, 18-25, 25-12        |
| 29-10            | Vicenza-Ravenna         | 2-3 | 21-25, 18-25, 25-18, 25-22, 13-15 |
| 29-10            | Bergamo-Spezzano        | 3-0 | 25-19, 25-21, 25-20               |
| 29-10            | Palermo-Modena          | 0-3 | 21-25, 25-27, 12-25               |

| Terza giornata |                        |     |                                   |
|                |                        |     |                                   |
| 01-11          | Reggio Calabria-Napoli | 3-1 | 25-22, 25-18, 22-25, 25-18        |
| 01-11          | Modena-Perugia         | 3-0 | 25-15, 25-20, 25-17               |
| 01-11          | Bergamo-Palermo        | 3-0 | 25-16, 25-21, 25-21               |
| 01-11          | Spezzano-Ravenna       | 2-3 | 25-21, 26-24, 19-25, 22-25, 6-15  |
| 01-11          | Reggio Emilia-Vicenza  | 0-3 | 16-25, 23-25, 12-25               |
| 01-11          | Firenze-Imola          | 3-2 | 25-23, 25-27, 25-16, 18-25, 15-13 |

| Quarta giornata |                         |     |                            |
|                 |                         |     |                            |
| 05-11           | Imola-Modena            | 0-3 | 19-25, 21-25, 24-26        |
| 05-11           | Vicenza-Perugia         | 3-0 | 25-15, 25-14, 25-22        |
| 05-11           | Napoli-Bergamo          | 1-3 | 20-25, 25-23, 18-25, 12-25 |
| 05-11           | Palermo-Firenze         | 3-1 | 27-25, 18-25, 29-27, 25-14 |
| 05-11           | Reggio Emilia-Spezzano  | 1-3 | 21-25, 21-25, 25-16, 26-28 |
| 05-11           | Ravenna-Reggio Calabria | 3-1 | 12-25, 25-22, 25-22, 25-23 |

| Quinta giornata |                         |     |                                   |
|                 |                         |     |                                   |
| 11-11           | Bergamo-Reggio Calabria | 0-3 | 23-25, 21-25, 20-25               |
| 12-11           | Imola-Vicenza           | 1-3 | 14-25, 17-25, 25-19, 18-25        |
| 11-11           | Modena-Ravenna          | 2-3 | 21-25, 28-26, 25-22, 23-25, 15-17 |
| 12-11           | Palermo-Reggio Emilia   | 3-0 | 25-16, 25-20, 25-19               |
| 12-11           | Firenze-Spazzano        | 3-2 | 16-25, 19-25, 26-24, 25-23, 15-13 |
| 12-11           | Perugia-Napoli          | 3-0 | 28-26, 25-19, 25-23               |

| Sesta giornata |                         |     |                                   |
|                |                         |     |                                   |
| 29-11          | Vicenza-Bergamo         | 0-3 | 23-25, 22-25, 24-26               |
| 26-11          | Ravenna-Perugia         | 3-1 | 25-27, 25-22, 25-15, 25-21        |
| 25-11          | Reggio Calabria-Palermo | 3-0 | 25-21, 25-17, 25-15               |
| 26-11          | Reggio Emilia-Firenze   | 0-3 | 22-25, 23-25, 31-33               |
| 26-11          | Spezzano-Imola          | 3-2 | 11-25, 15-25, 25-20, 25-23, 15-10 |
| 26-11          | Napoli-Modena           | 0-3 | 19-25, 17-25, 21-25               |

| Settima giornata |                         |     |                            |
|                  |                         |     |                            |
| 03-12            | Modena-Spezzano         | 3-0 | 25-17, 25-16, 25-19        |
| 03-12            | Bergamo-Firenze         | 3-0 | 25-20, 25-20, 25-18        |
| 03-12            | Palermo-Ravenna         | 0-3 | 21-25, 19-25, 24-26        |
| 03-12            | Perugia-Reggio Calabria | 1-3 | 26-24, 23-25, 22-25, 18-25 |
| 03-12            | Vicenza-Napoli          | 3-1 | 23-25, 25-22, 25-22, 28-26 |
| 03-12            | Imola-Reggio Emilia     | 3-1 | 25-23, 23-25, 25-21, 26-24 |

| Ottava giornata |                        |     |                                   |
|                 |                        |     |                                   |
| 10-12           | Reggio Calabria-Modena | 2-3 | 23-25, 25-16, 29-27, 17-25, 11-15 |
| 08-12           | Reggio Emilia-Bergamo  | 1-3 | 20-25, 26-24, 19-25, 22-25        |
| 09-12           | Napoli-Palermo         | 2-3 | 20-25, 25-21, 25-23, 18-25, 8-15  |
| 09-12           | Spezzano-Vicenza       | 2-3 | 23-25, 20-25, 25-20, 25-22, 11-15 |
| 10-12           | Ravenna-Imola          | 3-0 | 32-30, 25-12, 25-23               |
| 09-12           | Firenze-Perugia        | 3-0 | 25-18, 25-23, 25-22               |

| Nona giornata |                         |     |                                  |
|               |                         |     |                                  |
| 17-12         | Spezzano-Napoli         | 1-3 | 25-13, 21-25, 16-25, 16-25       |
| 17-12         | Perugia-Palermo         | 3-0 | 25-16, 25-17, 25-18              |
| 17-12         | Vicenza-Reggio Calabria | 3-2 | 19-25, 24-26, 25-22, 25-22, 15-9 |
| 17-12         | Imola-Bergamo           | 1-3 | 22-25, 25-19, 17-25, 20-25       |
| 17-12         | Modena-Reggio Emilia    | 3-0 | 25-16, 25-22, 25-19              |
| 16-12         | Ravenna-Firenze         | 3-1 | 22-25, 25-22, 25-20, 25-22       |

| Decima giornata |                          |     |                                   |
|                 |                          |     |                                   |
| 23-12           | Reggio Calabria-Spezzano | 3-0 | 25-17, 25-20, 25-22               |
| 23-12           | Palermo-Vicenza          | 2-3 | 22-25, 11-25, 25-18, 25-21, 11-15 |
| 23-12           | Bergamo-Perugia          | 3-0 | 25-19, 25-17, 25-13               |
| 23-12           | Firenze-Modena           | 0-3 | 19-25, 21-25, 14-25               |
| 23-12           | Reggio Emilia-Ravenna    | 1-3 | 17-25, 25-16, 20-25, 12-25        |
| 23-12           | Napoli-Imola             | 1-3 | 17-25, 23-25, 27-25, 17-25        |

| Undicesima giornata |                       |     |                                  |
|                     |                       |     |                                  |
| 07-01               | Spezzano-Palermo      | 3-1 | 25-21, 29-27, 23-25, 25-17       |
| 07-01               | Imola-Reggio Calabria | 1-3 | 11-25, 28-26, 17-25, 16-25       |
| 07-01               | Modena-Bergamo        | 0-3 | 28-30, 23-25, 20-25              |
| 07-01               | Perugia-Reggio Emilia | 3-0 | 27-25, 25-19, 25-23              |
| 07-01               | Ravenna-Napoli        | 3-0 | 25-15, 25-18, 25-20              |
| 06-01               | Vicenza-Firenze       | 2-3 | 25-22, 21-25, 30-28, 22-25, 9-15 |

| Dodicesima giornata |                               |     |                                  |
|                     |                               |     |                                  |
| 14-01               | Reggio Calabria-Reggio Emilia | 3-0 | 25-23, 25-18, 25-23              |
| 14-01               | Vicenza-Modena                | 0-3 | 22-25, 18-25, 29-31              |
| 14-01               | Bergamo-Ravenna               | 3-1 | 25-23, 25-18, 20-25, 25-21       |
| 14-01               | Perugia-Spezzano              | 3-0 | 25-19, 25-20, 25-14              |
| 14-01               | Napoli-Firenze                | 1-3 | 16-25, 23-25, 25-18, 18-25       |
| 14-01               | Palermo-Imola                 | 3-2 | 17-25, 26-24, 24-26, 25-20, 15-9 |

| Tredicesima giornata |                         |     |                                   |
|                      |                         |     |                                   |
| 20-01                | Reggio Emilia-Napoli    | 3-1 | 26-24, 25-22, 23-25, 27-25        |
| 21-01                | Firenze-Reggio Calabria | 0-3 | 20-25, 21-25, 11-25               |
| 21-01                | Imola-Perugia           | 3-2 | 30-28, 26-28, 21-25, 25-18, 17-15 |
| 21-01                | Ravenna-Vicenza         | 2-3 | 22-25, 25-21, 21-25, 25-15, 7-15  |
| 21-01                | Spezzano-Bergamo        | 0-3 | 20-25, 21-25, 20-25               |
| 21-01                | Modena-Palermo          | 3-0 | 25-16, 25-21, 25-17               |

| Quattordicesima giornata |                        |     |                                   |
|                          |                        |     |                                   |
| 04-02                    | Napoli-Reggio Calabria | 3-0 | 25-22, 25-23, 25-15               |
| 04-02                    | Perugia-Modena         | 3-1 | 16-25, 25-22, 25-22, 25-21        |
| 04-02                    | Palermo-Bergamo        | 2-3 | 25-22, 15-25, 21-25, 25-22, 7-15  |
| 04-02                    | Ravenna-Spezzano       | 3-1 | 25-20, 25-23, 22-25, 25-13        |
| 04-02                    | Vicenza-Reggio Emilia  | 0-3 | 16-25, 22-25, 18-25               |
| 04-02                    | Imola-Firenze          | 3-2 | 25-20, 22-25, 25-22, 21-25, 15-13 |

| Quindicesima giornata |                         |     |                            |
|                       |                         |     |                            |
| 11-02                 | Modena-Imola            | 3-0 | 25-17, 25-13, 25-19        |
| 11-02                 | Perugia-Vicenza         | 3-0 | 30-28, 25-23, 25-18        |
| 11-02                 | Bergamo-Napoli          | 1-3 | 29-31, 26-28, 25-17, 23-25 |
| 11-02                 | Firenze-Palermo         | 0-3 | 14-25, 13-25, 18-25        |
| 11-02                 | Spezzano-Reggio Emilia  | 0-3 | 12-25, 20-25, 18-25        |
| 11-02                 | Reggio Calabria-Ravenna | 3-0 | 25-14, 25-15, 25-22        |

| Sedicesima giornata |                         |     |                            |
|                     |                         |     |                            |
| 25-02               | Reggio Calabria-Bergamo | 3-0 | 25-19, 25-22, 25-14        |
| 25-02               | Vicenza-Imola           | 3-1 | 20-25, 25-20, 26-24, 25-17 |
| 24-02               | Ravenna-Modena          | 3-1 | 27-29, 25-23, 25-20, 28-26 |
| 25-02               | Reggio Emilia-Palermo   | 3-0 | 25-23, 25-15, 25-22        |
| 25-02               | Spezzano-Firenze        | 0-3 | 25-27, 21-25, 18-25        |
| 25-02               | Napoli-Perugia          | 3-1 | 18-25, 25-21, 25-21, 25-22 |

| Diciassettesima giornata |                         |     |                            |
|                          |                         |     |                            |
| 28-02                    | Bergamo-Vicenza         | 3-1 | 25-21, 25-12, 22-25, 25-15 |
| 28-02                    | Perugia-Ravenna         | 1-3 | 19-25, 22-25, 25-23, 23-25 |
| 04-03                    | Palermo-Reggio Calabria | 0-3 | 21-25, 17-25, 19-25        |
| 04-03                    | Firenze-Reggio Emilia   | 3-1 | 25-22, 25-11, 25-27, 25-18 |
| 04-03                    | Imola-Spezzano          | 3-0 | 25-17, 25-17, 25-15        |
| 03-03                    | Modena-Napoli           | 3-0 | 25-13, 25-18, 25-17        |

| Diciottesima giornata |                         |     |                                   |
|                       |                         |     |                                   |
| 11-03                 | Spezzano-Modena         | 0-3 | 17-25, 15-25, 18-25               |
| 11-03                 | Firenze-Bergamo         | 3-2 | 25-21, 26-24, 20-25, 17-25, 19-17 |
| 11-03                 | Ravenna-Palermo         | 3-0 | 25-23, 25-17, 25-20               |
| 10-03                 | Reggio Calabria-Perugia | 3-0 | 25-13, 25-13, 25-14               |
| 11-03                 | Napoli-Vicenza          | 1-3 | 25-22, 23-25, 18-25, 18-25        |
| 11-03                 | Reggio Emilia-Imola     | 0-3 | 23-25, 21-25, 21-25               |

| Diciannovesima giornata |                        |     |                                   |
|                         |                        |     |                                   |
| 21-03                   | Modena-Reggio Calabria | 3-2 | 17-25, 25-22, 25-21, 25-27, 15-11 |
| 18-03                   | Bergamo-Reggio Emilia  | 3-2 | 25-16, 28-30, 25-19, 21-25, 15-13 |
| 18-03                   | Palermo-Napoli         | 2-3 | 25-21, 25-14, 18-25, 23-25, 13-15 |
| 18-03                   | Vicenza-Spezzano       | 3-0 | 25-22, 25-14, 25-19               |
| 18-03                   | Imola-Ravenna          | 1-3 | 18-25, 18-25, 25-17, 21-25        |
| 18-03                   | Perugia-Firenze        | 3-1 | 23-25, 25-19, 25-17, 25-17        |

| Ventesima giornata |                         |     |                                  |
|                    |                         |     |                                  |
| 25-03              | Napoli-Spezzano         | 3-0 | 25-21, 25-15, 25-21              |
| 25-03              | Palermo-Perugia         | 2-3 | 25-23, 23-25, 25-21, 24-26, 7-15 |
| 25-03              | Reggio Calabria-Vicenza | 3-1 | 25-22, 18-25, 25-21, 25-21       |
| 24-03              | Bergamo-Imola           | 3-0 | 25-22, 25-21, 25-18              |
| 25-03              | Reggio Emilia-Modena    | 1-3 | 14-25, 25-27, 25-20, 25-27       |
| 25-03              | Firenze-Ravenna         | 0-3 | 17-25, 21-25, 23-25              |

| Ventunesima giornata |                          |     |                            |
|                      |                          |     |                            |
| 01-04                | Spezzano-Reggio Calabria | 0-3 | 15-25, 16-25, 23-25        |
| 01-04                | Vicenza-Palermo          | 3-1 | 27-25, 23-25, 25-23, 25-17 |
| 01-04                | Perugia-Bergamo          | 0-3 | 25-27, 12-25, 18-25        |
| 01-04                | Modena-Firenze           | 3-1 | 24-26, 25-23, 25-14, 25-18 |
| 01-04                | Ravenna-Reggio Emilia    | 3-0 | 25-23, 25-23, 25-15        |
| 01-04                | Imola-Napoli             | 3-0 | 25-20, 25-20, 25-20        |

| Ventiduesima giornata |                       |     |                                   |
|                       |                       |     |                                   |
| 08-04                 | Palermo-Spezzano      | 3-0 | 25-17, 25-19, 26-24               |
| 07-04                 | Reggio Calabria-Imola | 3-0 | 25-12, 25-17, 25-19               |
| 08-04                 | Bergamo-Modena        | 3-0 | 25-18, 25-15, 27-25               |
| 08-04                 | Reggio Emilia-Perugia | 2-3 | 21-25, 25-11, 22-25, 25-19, 10-15 |
| 08-04                 | Napoli-Ravenna        | 1-3 | 25-23, 19-25, 20-25, 16-25        |
| 08-04                 | Firenze-Vicenza       | 0-3 | 14-25, 12-25, 22-25               |

#### Classifica
| Pos. | Squadra                | Pt | G  | V  | P  | SV | SP | Ratio | PF    | PS    | Ratio |
| ---- | ---------------------- | -- | -- | -- | -- | -- | -- | ----- | ----- | ----- | ----- |
| 1.   | Virtus Reggio Calabria | 54 | 22 | 17 | 5  | 58 | 20 | 2.900 | 1 854 | 1 542 | 1.202 |
| 2.   | Olimpia Ravenna        | 53 | 22 | 18 | 4  | 59 | 27 | 2.185 | 1 995 | 1 828 | 1.091 |
| 3.   | Bergamo                | 52 | 22 | 18 | 4  | 57 | 23 | 2.478 | 1 912 | 1 659 | 1.152 |
| 4.   | Modena                 | 48 | 22 | 16 | 6  | 54 | 24 | 2.250 | 1 853 | 1 618 | 1.145 |
| 5.   | Vicenza                | 39 | 22 | 14 | 8  | 48 | 39 | 1.230 | 1 947 | 1 858 | 1.047 |
| 6.   | Sirio Perugia          | 32 | 22 | 11 | 11 | 39 | 41 | 0.951 | 1 739 | 1 801 | 0.965 |
| 7.   | Romanelli              | 27 | 22 | 10 | 12 | 37 | 46 | 0.804 | 1 774 | 1 899 | 0.934 |
| 8.   | Imola                  | 25 | 22 | 8  | 14 | 36 | 49 | 0.734 | 1 824 | 1 919 | 0.950 |
| 9.   | Centro Ester           | 21 | 22 | 7  | 15 | 31 | 50 | 0.620 | 1 724 | 1 878 | 0.917 |
| 10.  | Palermo                | 20 | 22 | 6  | 16 | 29 | 53 | 0.547 | 1 716 | 1 853 | 0.926 |
| 11.  | Reggio Emilia          | 14 | 22 | 4  | 18 | 22 | 55 | 0.400 | 1 632 | 1 814 | 0.899 |
| 12.  | Spezzano               | 11 | 22 | 3  | 19 | 18 | 61 | 0.295 | 1 558 | 1 859 | 0.838 |

| Qualificata ai play-off scudetto | Qualificata ai play-off Coppa CEV | Qualificata ai play-out | Retrocessa in Serie A2 |

### Play-off scudetto

#### Tabellone
|  | Semifinali             | Semifinali             | Semifinali             | Semifinali      | Semifinali | Semifinali | Semifinali |  |  | Finale                 | Finale                 | Finale                 | Finale | Finale | Finale | Finale |  |
|  |                        |                        |                        |                 |            |            |            |  |  |                        |                        |                        |        |        |        |        |  |
|  | Virtus Reggio Calabria | Virtus Reggio Calabria | Virtus Reggio Calabria | 3               | 3          | 2          | 3          |  |  |                        |                        |                        |        |        |        |        |  |
|  | Modena                 | Modena                 | Modena                 | 0               | 0          | 3          | 2          |  |  | Virtus Reggio Calabria | Virtus Reggio Calabria | Virtus Reggio Calabria | 1      | 3      | 3      | 3      |  |
|  | Bergamo                | Bergamo                | Bergamo                | Bergamo         | 3          | 3          | 3          |  |  | Bergamo                | Bergamo                | Bergamo                | 3      | 0      | 2      | 1      |  |
|  | Olimpia Ravenna        | Olimpia Ravenna        | Olimpia Ravenna        | Olimpia Ravenna | 0          | 2          | 1          |  |  |                        |                        |                        |        |        |        |        |  |

#### Risultati
| Semifinali |                        |     |                     |
|            |                        |     |                     |
| 14-04      | Modena-Reggio Calabria | 0-3 | 20-25, 19-25, 20-25 |
| 14-04      | Bergamo-Ravenna        | 3-0 | 29-27, 25-20, 25-20 |

| 18-04 | Reggio Calabria-Modena | 3-0 | 25-20, 27-25, 25-20               |
| 18-04 | Ravenna-Bergamo        | 2-3 | 11-25, 25-22, 26-24, 18-25, 11-15 |

| 21-04 | Reggio Calabria-Modena | 2-3 | 25-18, 23-25, 25-15, 12-25, 14-16 |
| 22-04 | Ravenna-Bergamo        | 1-3 | 20-25, 21-25, 25-17, 23-25        |

| 25-04 | Modena-Reggio Calabria | 2-3 | 25-23 20-25 16-25 25-14 9-15 |

| Finale |                         |     |                                   |
|        |                         |     |                                   |
| 05-05  | Bergamo-Reggio Calabria | 3-1 | 25-19, 25-27, 26-24, 25-12        |
| 09-05  | Reggio Calabria-Bergamo | 3-0 | 25-17, 25-21, 25-16               |
| 12-05  | Reggio Calabria-Bergamo | 3-2 | 25-21, 22-25, 21-25, 25-20, 15-11 |
| 16-05  | Bergamo-Reggio Calabria | 1-3 | 23-25, 26-28, 26-24, 20-25        |

### Play-off Coppa CEV

#### Tabellone
|  | Semifinali    | Semifinali    | Semifinali | Semifinali | Semifinali |  |  | Finale        | Finale        | Finale | Finale | Finale |  |
|  |               |               |            |            |            |  |  |               |               |        |        |        |  |
|  | Vicenza       | Vicenza       | 3          | 3          | 6          |  |  |               |               |        |        |        |  |
|  | Imola         | Imola         | 1          | 1          | 2          |  |  | Vicenza       | Vicenza       | 3      | 3      | 6      |  |
|  | Sirio Perugia | Sirio Perugia | 3          | 3          | 6          |  |  | Sirio Perugia | Sirio Perugia | 0      | 0      | 0      |  |
|  | Romanelli     | Romanelli     | 2          | 2          | 4          |  |  |               |               |        |        |        |  |

#### Risultati
| Semifinali |                 |     |                                   |
|            |                 |     |                                   |
| 22-04      | Vicenza-Imola   | 3-1 | 25-15, 22-25, 25-19, 25-23        |
| 22-04      | Perugia-Firenze | 3-2 | 25-17, 18-25, 25-23, 20-25, 21-19 |

| 26-04 | Imola-Vicenza   | 1-3 | 25-21, 23-25, 23-25, 20-25       |
| 25-04 | Firenze-Perugia | 2-3 | 22-25, 25-27, 28-26, 25-22, 6-15 |

| Finale |                 |     |                     |
|        |                 |     |                     |
| 05-05  | Vicenza-Perugia | 3-0 | 26-24, 25-22, 25-18 |
| 10-05  | Perugia-Vicenza | 0-3 | 21-25, 24-26, 15-26 |

### Play-out

#### Risultati
| 1º turno |                       |     |                                   |
|          |                       |     |                                   |
| 20-04    | Reggio Emilia-Palermo | 3-2 | 25-22, 25-20, 21-25, 18-25, 15-10 |
| 21-04    | Palermo-Napoli        | 3-2 | 18-25, 18-25, 25-19, 25-22, 16-14 |
| 22-04    | Reggio Emilia-Napoli  | 3-1 | 25-23, 27-25, 15-25, 26-24        |

| 2º turno |                       |     |                                   |
|          |                       |     |                                   |
| 27-04    | Palermo-Napoli        | 2-3 | 14-25, 27-25, 25-19, 22-25, 13-15 |
| 28-04    | Reggio Emilia-Napoli  | 0-3 | 23-25, 17-25, 16-25               |
| 29-04    | Palermo-Reggio Emilia | 1-3 | 25-20, 21-25, 23-25, 22-25        |

| 3º turno |                       |     |                                   |
|          |                       |     |                                   |
| 04-05    | Napoli-Reggio Emilia  | 3-0 | 25-20, 25-18, 25-23               |
| 05-05    | Reggio Emilia-Palermo | 3-2 | 25-19, 24-26, 23-25, 25-23, 15-10 |
| 06-05    | Napoli-Palermo        | 3-1 | 23-25, 25-13, 25-17, 26-24        |

#### Classifica
| Pos. | Squadra       | Pt | G | V | P | SV | SP | Ratio | PF  | PS  | Ratio |
| ---- | ------------- | -- | - | - | - | -- | -- | ----- | --- | --- | ----- |
| 1.   | Centro Ester  | 12 | 6 | 4 | 2 | 15 | 9  | 1.666 | 560 | 492 | 1.138 |
| 2.   | Reggio Emilia | 10 | 6 | 4 | 2 | 12 | 12 | 1.000 | 521 | 543 | 0.959 |
| 3.   | Palermo       | 5  | 6 | 1 | 5 | 11 | 17 | 0.647 | 578 | 624 | 0.926 |

| Retrocessa in Serie A2 |

## Verdetti
- Virtus Reggio Calabria Campione d'Italia 2000-01[1] e qualificata alla Champions League 2001-02[4].
- Bergamo qualificata alla Top Teams Cup 2001-02.
- Olimpia Ravenna,  Modena e  Vicenza qualificate alla Coppa CEV 2001-02.
- Palermo e  Spezzano retrocesse in Serie A2 2001-02.

## Statistiche
| Rendimento individuale | Rendimento individuale | Rendimento individuale | Rendimento individuale |
| Pos.                   | Nome                   | Punti                  | Squadra                |
| ---------------------- | ---------------------- | ---------------------- | ---------------------- |
| 1                      | Antonina Zetova        | 484                    | Bergamo                |
| 2                      | Evgenija Artamonova    | 450                    | Virtus Reggio Calabria |
| 3                      | Elisa Togut            | 447                    | Vicenza                |
| 4                      | Slavka Homzová         | 406                    | Imola                  |
| 5                      | Henriëtte Weersing     | 387                    | Olimpia Ravenna        |
| 6                      | Carmen Țurlea          | 385                    | Centro Ester           |
| 7                      | Prikeba Phipps         | 322                    | Modena                 |
| 8                      | Vania Beccaria         | 318                    | Palermo                |
| 9                      | Hanka Pachale          | 311                    | Modena                 |
| 10                     | Heather Bown           | 308                    | Olimpia Ravenna        |

| Attacchi vincenti | Attacchi vincenti   | Attacchi vincenti | Attacchi vincenti      |
| Pos.              | Nome                | Punti             | Squadra                |
| ----------------- | ------------------- | ----------------- | ---------------------- |
| 1                 | Antonina Zetova     | 441               | Bergamo                |
| 2                 | Elisa Togut         | 394               | Vicenza                |
| 3                 | Evgenija Artamonova | 388               | Virtus Reggio Calabria |
| 4                 | Carmen Țurlea       | 352               | Centro Ester           |
| 5                 | Slavka Homzová      | 347               | Imola                  |
| 6                 | Henriëtte Weersing  | 325               | Olimpia Ravenna        |
| 7                 | Therese Crawford    | 290               | Reggio Emilia          |
| 8                 | Prikeba Phipps      | 289               | Modena                 |
| 9                 | Vania Beccaria      | 278               | Palermo                |
| 10                | Hanka Pachale       | 275               | Modena                 |

| Muri vincenti | Muri vincenti       | Muri vincenti | Muri vincenti          |
| Pos.          | Nome                | Punti         | Squadra                |
| ------------- | ------------------- | ------------- | ---------------------- |
| 1             | Simona Gioli        | 80            | Virtus Reggio Calabria |
| 1             | Manuela Leggeri     | 80            | Modena                 |
| 3             | Paola Paggi         | 75            | Vicenza                |
| 4             | Anna Vania Mello    | 65            | Bergamo                |
| 5             | Francien Huurman    | 60            | Imola                  |
| 6             | Antonella Bragaglia | 59            | Centro Ester           |
| 7             | Heather Bown        | 58            | Olimpia Ravenna        |
| 8             | Cinzia Perona       | 55            | Palermo                |
| 8             | Elena Čebukina      | 55            | Sirio Perugia          |
| 10            | Ingrid Visser       | 53            | Vicenza                |

| Battute vincenti | Battute vincenti     | Battute vincenti | Battute vincenti       |
| Pos.             | Nome                 | Punti            | Squadra                |
| ---------------- | -------------------- | ---------------- | ---------------------- |
| 1                | Evgenija Artamonova  | 35               | Virtus Reggio Calabria |
| 2                | Cinza Perona         | 23               | Palermo                |
| 2                | Elena Čebukina       | 23               | Sirio Perugia          |
| 4                | Darina Mifkova       | 22               | Vicenza                |
| 5                | Henriëtte Weersing   | 19               | Olimpia Ravenna        |
| 6                | Brigitte Soucy       | 18               | Bergamo                |
| 6                | Frauke Dirickx       | 18               | Vicenza                |
| 6                | Margarita Okrachkova | 18               | Centro Ester           |
| 9                | Janis Kelly          | 16               | Sirio Perugia          |
| 9                | Slavka Homzová       | 16               | Imola                  |
| 9                | Elisa Togut          | 16               | Vicenza                |

| Ricezioni perfette | Ricezioni perfette   | Ricezioni perfette | Ricezioni perfette     |
| Pos.               | Nome                 | Punti              | Squadra                |
| ------------------ | -------------------- | ------------------ | ---------------------- |
| 1                  | Emanuela Pernici     | 366                | Imola                  |
| 2                  | Carolina Costagrande | 341                | Olimpia Ravenna        |
| 3                  | Stacy Sykora         | 330                | Olimpia Ravenna        |
| 4                  | Evelyn Carrera       | 277                | Palermo                |
| 5                  | Aneta Germanova      | 276                | Romanelli              |
| 6                  | Tatjana Sidorenko    | 256                | Imola                  |
| 7                  | Moira Banchieri      | 244                | Romanelli              |
| 8                  | Dania Innocenti      | 242                | Spezzano               |
| 9                  | Evgenija Artamonova  | 241                | Virtus Reggio Calabria |
| 10                 | Alessia Torri        | 237                | Virtus Reggio Calabria |

NB: I dati sono riferiti esclusivamente alla regular season.